# Rough collie
Rough collie ou collie de pelo longo[Nota] é uma raça canina do tipo collie oriunda da Escócia. Sua origem exata é ainda desconhecida, embora se saiba que estes caninos descendem de cães pastores. Famoso, este canino é a raça de Lassie, personagem do livro(A Força do Coração) adaptado para filmes e seriados. Por séculos desconhecidos fora de sua terra natal, o collie pelo longo é um pastor eficiente, além de salva-vidas e bom guia e guarda de gado. Após alguns cruzamentos, os collies foram separados como raças distintas, sendo o pelo longo mais popular que o smooth. Fisicamente, os collie pelo longo podem chegar a pesar 29 kg e medir 61 cm; sua pelagem é densa e de cores variadas. Dito bastante inteligente e dono de um ótimo senso de direção, seu temperamento é descrito como sensitivo, de bons modos, doce, leal e fácil de adestrar.

## História
Os collies são descendentes de uma variedade de cães pastores originários da Escócia e País de Gales. A variação escocesa era um cão grande, forte e agressivo, que pastoreava as ovelhas das terras altas escocesas. A variação galesa era menor e ágil, domesticável e amigável e também pastoreava. Os collies foram cruzados com algumas raças de cães pastores ingleses, produzindo uma mistura de variedades menores e com pêlos mais compridos. Após a revolução industrial, os criadores de cães passaram a adotar um padrão mais fashionista, o que levou-os a realizar o cruzamento com o Borzoi, para que tivessem uma cabeça mais "nobre" (focinho comprido), o que hoje se tornou uma das características reais do Rough Collie.
Em 2022, nasceram no Reino Unido apenas 500 cachorros da raça, menos 25 % que no ano anterior. Os Rough collies poderão estar em risco de extinção se o interesse do donos de cães continuar a decair.

## Variedades da raça
As diferentes cores da pelagem do rough collie são características:

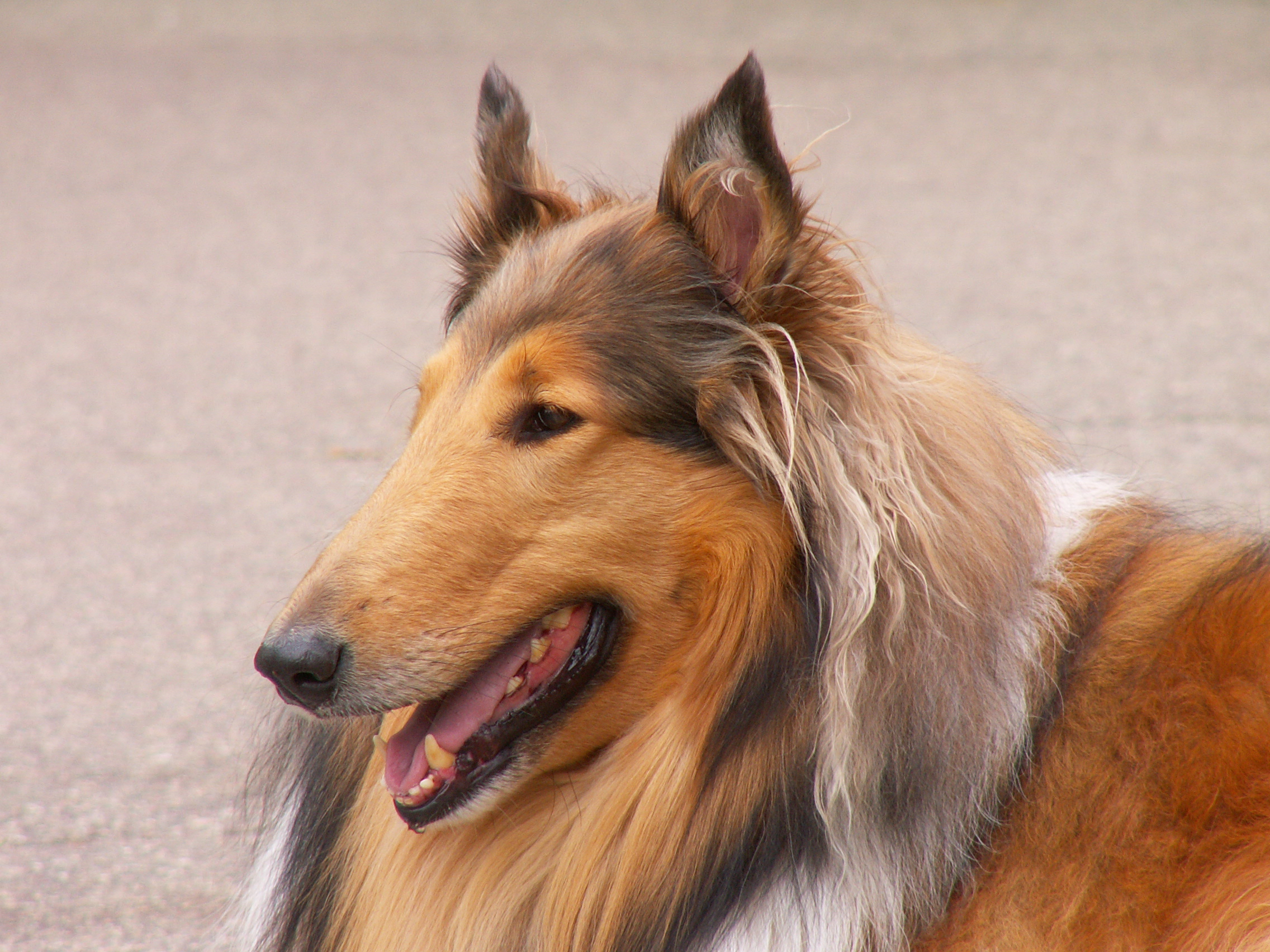
Marta
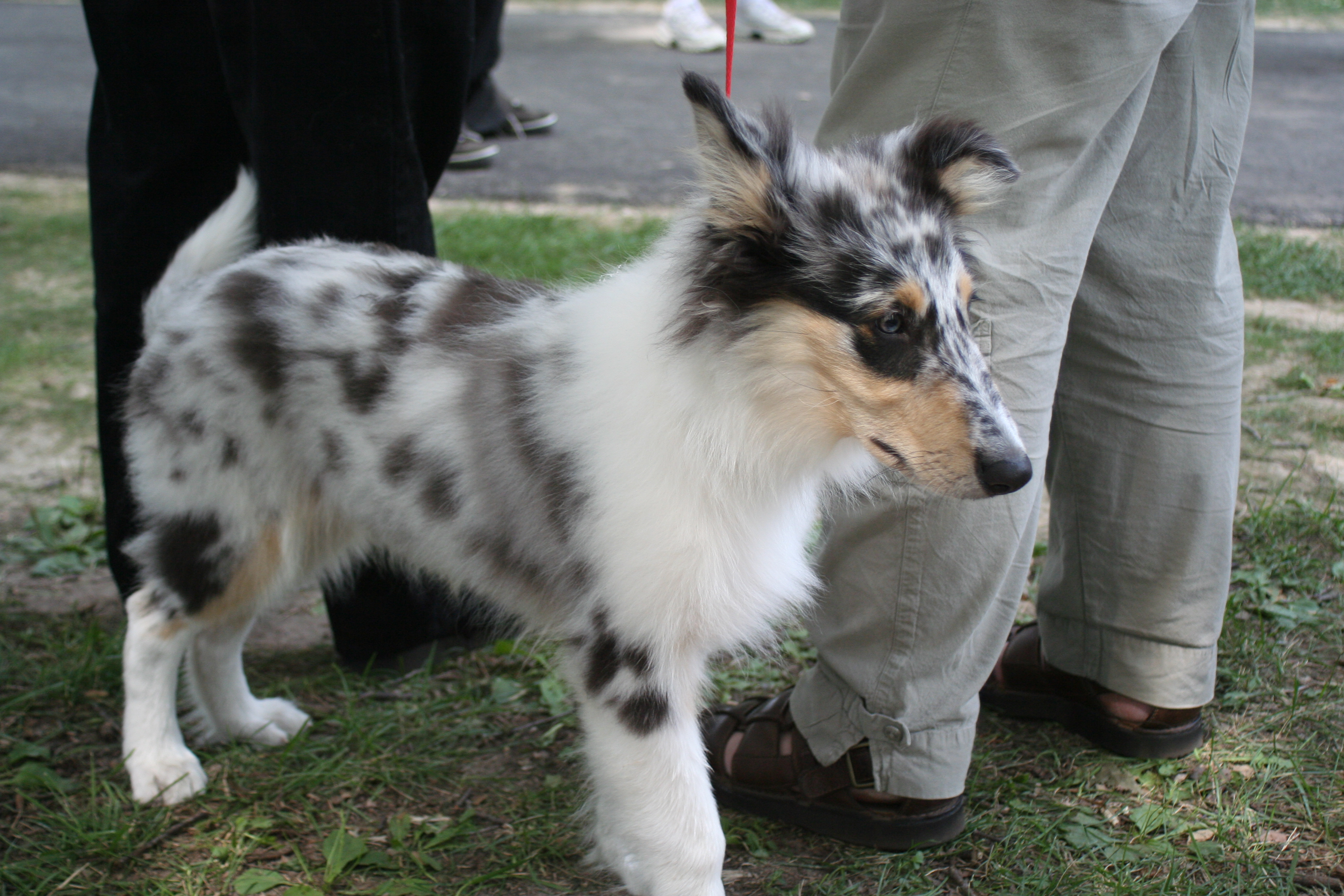
Merle
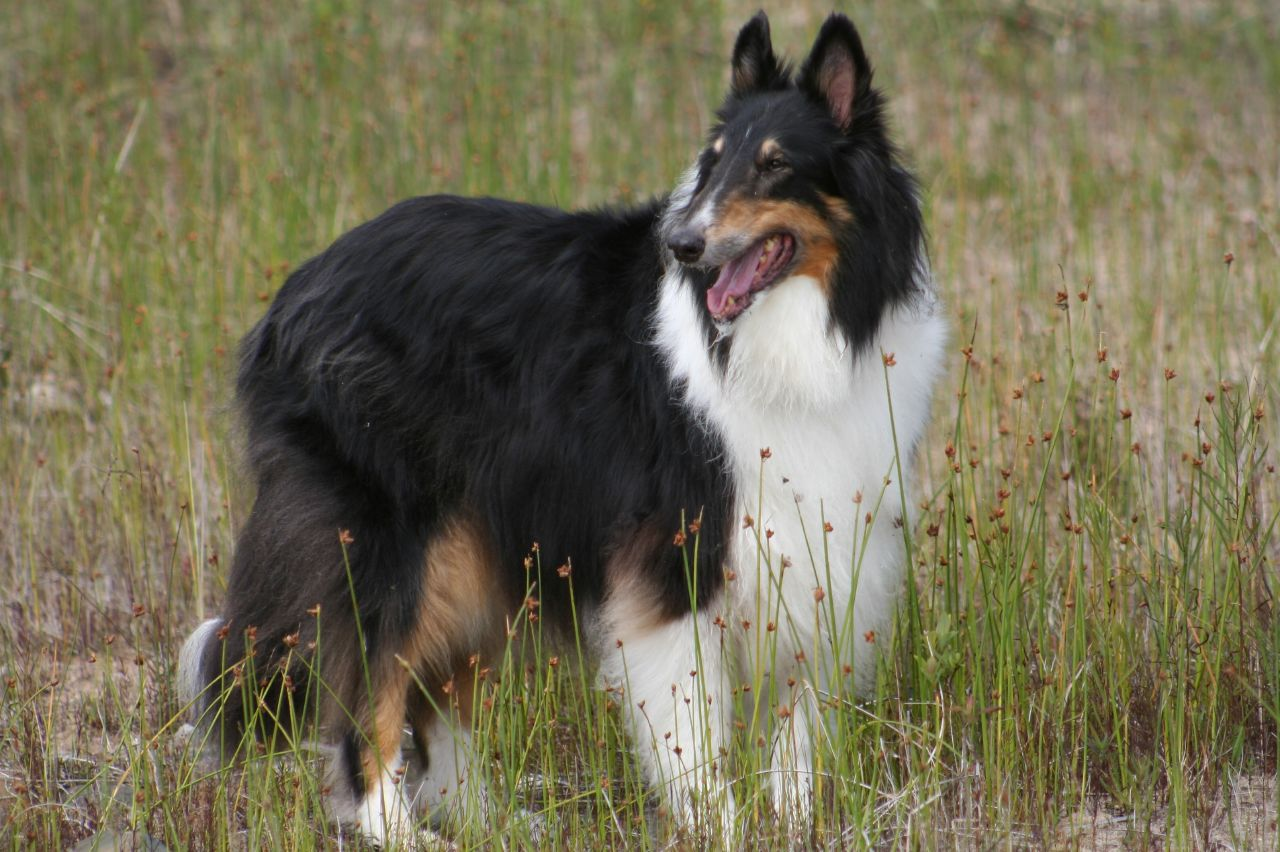
Tricolor
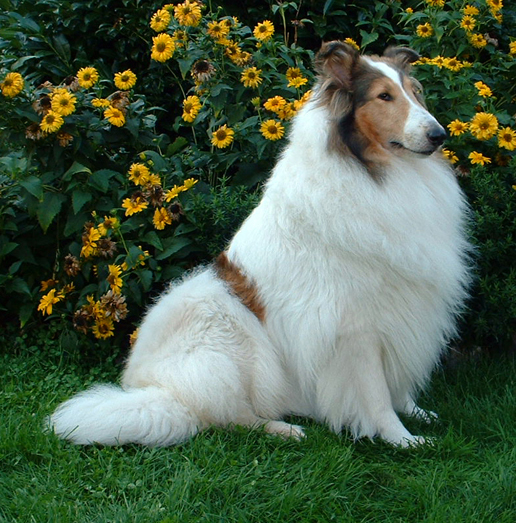
Branco